# 前泽友作
前泽友作（日语：／ Maezawa Yūsaku，1975年11月22日—）是一位日本企业家和艺术收藏家。

## 生平
毕业于早稻田实业学校，在校时便成立过乐队并担任鼓手。1998年创建线上时尚零售店Start Today，2001年停止乐队活动，2004年公司已经成为日本行业巨头。2017年5月被《福布斯杂志》评估其身价36亿美元，全球排名最富有人物第630位，日本排名最富有人物第14位。2004年又创建日本时尚网站ZozoTown。
2018年SpaceX宣布其为全球首位私人月球旅行的乘客，他提出“亲爱的月球”计划表示2023年将邀请6-8名藝術家一起环游月球。
2021年12月8日，前泽友作乘坐联盟MS-20前往國際空間站。他成為日本首位前往ISS停留的民間人士，並展開12日太空旅行。前澤友作順道協助Uber Eats Japan，將日本即食罐頭送到太空人手上。他透過YouTube、Twitter上載影片，分享在外太空所見所聞。
2024年6月1日，“亲爱的月球”计划官方网站宣布，前泽友作已决定将此项目取消。

## 个人生活
在2018年1月4日播出的節目中，表示与兩位女子生下三个子女，但未結婚。
2015年秋与女演员纱荣子交往，2017年分手，2018年4月26日被杂志爆出和女演员刚力彩芽通过社交媒体认识并交往，2019年底分手。
2020年初宣布在電視公開招親。